# Суслоновская
Суслоновская — деревня в Красноборском районе Архангельской области. Входит в состав Черевковского сельского поселения.

## География
Находится в юго-восточной части Архангельской области на расстоянии приблизительно 48 км на северо-запад по прямой от административного центра района села Красноборск на левобережье реки Северная Двина у речки Тядема.

## История
В 1859 году здесь (деревня Сольвычегодского уезда Вологодской губернии) было учтено 2 двора.

## Население
Численность населения: 7 человек (1859 год), 25 (русские 96 %) в 2002 году, 10 в 2010.